# 최강
최강(미상 ~ )은 조선민주주의인민공화국의 정치인이다. 내각 국가가격위원회 위원장이다.

## 경력
내각 국가가격위원회 부위원장을 거쳐 2016년 11월 량의경 후임으로 국가가격위원회 위원장으로 임명되었다.